# Гейдрих, Бруно
Бруно Гейдрих, Хайдрих (нем. Richard Bruno Heydrich; 23 февраля 1865, Лойбен, ныне в составе Дрездена — 24 августа 1938, Дрезден) — немецкий оперный певец (тенор), композитор и музыкальный педагог. Отец высокопоставленного нациста Рейнхарда Гейдриха.
Учился музыке в Дрездене. Первоначально играл на контрабасе в Майнингене, затем в составе Саксонской придворной капеллы. Затем изучал вокал, в том числе под руководством Юлиуса Книзе. Выступал на оперной сцене в Веймаре, Ахене, Штеттине, Кёльне, Магдебурге и других немецких городах, специализируясь на вагнеровских партиях; в воспоминаниях дирижёра Бруно Вальтера Гейдрих описывается как «высокий нескладный человек», «надёжный в музыкальном отношении и приличный актёр», хотя и с голосом «лишённым обаяния и не особенно свежим». В 1895 г. в Майнце исполнил заглавную партию в дебютной опере Ганса Пфицнера «Бедный Генрих», согласившись на выступление без гонорара. В 1899 г. основал музыкальную школу в Галле, продолжая выступать на сцене городского театра в оперных партиях.
Композиторское наследие Гейдриха включало по меньшей мере пять опер, ряд масштабных хоровых сочинений, множество песен, камерную и симфоническую музыку. Заметной популярностью музыка Гейдриха не пользовалась. Однако сын Гейдриха Рейнхард, заняв в 1941 году должность фактического главы оккупированной Чехии, отдал дань памяти творчеству своего отца, распорядившись открыть Пражский музыкальный фестиваль 1942 года концертом камерной музыки Бруно Гейдриха.
Бруно Гейдрих умер в 1938 году и был похоронен на Городском кладбище в Галле.